# Ayumi Kinoshita
Ayumi Kinoshita (木下 あゆ美 Kinoshita Ayumi?) (Chita, Aichi; 13 de diciembre de 1982) es una actriz y actriz de voz japonesa, estuvo afiliada a Wave Management Nagoya, Parts y Stardust Promotion antes de trabajar como actriz independiente. Es conocida por su interpretación de Marika Reimon y Deka Yellow en la serie Tokusō Sentai Dekaranger de 2004. El 27 de febrero de 2014 anunció su embarazo.

## Filmografía

### Televisión
- Tokusō Sentai Dekaranger (2004): Marika Reimon (礼紋 茉莉花 Reimon Marika?)/Deka Yellow (デカイエロー Deka Ierō?)
- Uramiya Honpo (2006): Uramiya
- Kekkon Shiki he Ikou!	(2006): Makoto Kitazawa
- Miracle Voice	(2008): Chizuru Takeuchi
- Uramiya Honpo Special	(2008): Uramiya
- Yu-Gi-Oh! 5D's (2008): Aki Izayoi
- Uramiya Honpo Reboot (2005): Uramiya
- Huntik (2010): Zhalia Moon
- Face Maker (2010): Aki Komatsu (episodio 12)
- Kamen Rider W	(2010): Aya Kujo/Triceratops Dopant (episodio 22 y 23)
- Kaizoku Sentai Gokaiger (2011): Marika Reimon (礼紋 茉莉花 Reimon Marika?) (episodio 5)
- Power Rangers S.P.D. (2011): Elizabeth "Z" Delgado
- Zyuden Sentai Kyoryuger (2013): Yuko Fukui/Kyoryu Cyan
- Ohsama Sentai King-Ohger (2023): Yuko Fukui (episodio 33)

### Película
- Tokusou Sentai Dekaranger The Movie: Full Blast Action (2004): Marika Reimon (礼紋 茉莉花 Reimon Marika?)/Deka Yellow (デカイエロー Deka Ierō?)
- Tezuka Makoto no Horror Theater: The Birthday ~Unmei no Majin~ #7 "Kyōfu no Diet"	(2006): Manami
- Cool Dimension (2006): Mina Yazawa
- Legend of Seven Monks (2006): Ayumi
- Makiguri no ana (2007)
- Cursed Songs: Chi-Manako (2008): Mari Iida
- Peeping Tom (2008): Narumi Asaka
- Yu-Gi-Oh!: Bonds Beyond Time (2010): Aki Izayoi
- Natural Woman 2010 (2010): Keiko Sonoda
- Kamen Rider Fourze the Movie: Everyone, Space Is Here! (2012): Shizuka Shirayama/Skydain
- My Way of Life (2012): Rina Suzuki
- Sengoku: Bloody (2013): Agent	Aika
- Travelers: Jigen Keisatsu (2013): Yui[3]
- Kamen Rider × Super Sentai × Space Sheriff: Super Hero Taisen Z (2013): Skydain
- Ressha Sentai ToQger vs. Kyoryuger: The Movie (2015): Kyoryu Cyan
- Kumo man (2017)

### Especiales
- Tokyo 23-ku-gai ~Owaranu~ (2003): Mayu Kuroki
- Hime Vol.1 ~Aishisugiru Onna~ (2004): Reiko
- Yūrei yori Kowai Hanashi Vol.3 (2005): Eri Hashiratani
- Tokusou Sentai Dekaranger vs. Abaranger (2005): Marika Reimon/Deka Yellow
- Yoshitsune to Benkei (2005): Shizuka Gozen
- Mahou Sentai Magiranger vs. Dekaranger (2006) Marika Reimon/Deka Yellow
- Yu-Gi-Oh! 5D's: Evolving Duel! Stardust Dragon Vs. Red Dragon Archfiend (2008): Aki Izayoi
- Tokusou Sentai Dekaranger: 10 Years After	(2015): Marika Hiwatari/Deka Yellow
- Space Squad (2017): Marika Hiwatari/Deka Yellow
- Girls in Trouble: Space Squad Episode Zero (2017): Marika Hiwatari/Deka Yellow
- Hero Mama League (2018): Marika Hiwatari/Deka Yellow
- Tokusou Sentai Dekaranger 20th: Fireball Booster (2024): Marika Hiwatari/Deka Yellow

### Videos Idol
- Puro (2004)
- Collaboration Box (2004)
- Lettre (2005)
- La Dolce (2006)